# Dinornis
Dinornis je izumrli rod ptica neletačica iz porodice moa. Bile su članice reda nojevki. Imale su prsnu kost bez rtenjače. Također su imale i karakteristično nepce.  Podrijetlo ovih ptica postaje sve jasnije. Bile su endem Novog Zelanda. Prirodna staništa su im bila ravnice.
Ptice iz ovog roda su bile najvjerojatnije najviše ptice koje su ikada živjele. Većinom su bile visoke 2.5 metara, imale su dug vrat, i veliki, trokutasti te pomalo zakrivljeni kljun. U odnosu na tijelo, glava im je bila dosta mala. Prosječna težina bila im je čak 110 kilograma. Bile su biljožderi. Hranile su se sjemenkama i plodovima. Nisu imale nikakve tragove koji pokazuju da su nekad imale krila, što ih čini jedinstvenima, jer sve ostale neletačice imaju mala krila kao dokaz da su mogle letjeti.
Ptice iz roda Dinornis, kao i drugih rodova moa, izumrle su kad su došli kolonisti, koji su ih lovili zbog prehrane. Izumiru oko 1500., a pouzdano se zna da su ih Maori lovili još početkom 15. stoljeća, stavljajući ih u jame, i kradući im gnijezda. 

## Vrste
- Dinornis giganteus
- Dinornis novaezealandiae
- Dinornis struthoides

## Vanjske poveznice
|  | Zajednički poslužitelj ima još gradiva o temi Dinornis |
|  | Wikivrste imaju podatke o taksonu Dinornis             |